# Kyle Wilson (Footballspieler)
Kyle Wilson (* 30. Mai 1987 in Piscataway, New Jersey) ist ein ehemaliger US-amerikanischer American-Football-Spieler in der National Football League (NFL). Zuletzt spielte er für die New Orleans Saints als Cornerback.

## College
Während der Highschool spielte Wilson nicht nur als Wide Receiver Football, sondern tat sich auch als Kurzstreckenläufer hervor. Danach besuchte er die Boise State University und spielte für deren Team, die Broncos, als Cornerback und in den Special Teams erfolgreich College Football. Er wurde wiederholt ausgezeichnet und in diverse Auswahlteams aufgenommen.

## NFL

### New York Jets
Beim NFL Draft 2010 wurde er von den New York Jets in der ersten Runde als insgesamt 29. ausgewählt. In den kommenden fünf Saisons bestritt er für die Jets alle Spiele, wenn auch nur vergleichsweise selten als Starter.

### New Orleans Saints
Am 1. April 2015 wurde er von den New Orleans Saints, die nach Ablauf der für sie enttäuschenden Saison gleich mit dem Umbau der Defense begannen, verpflichtet.
Am 9. März 2017 erklärten ihn die Saints zum Free Agent.